# Church Army
Church Army est une organisation anglicane d'évangélisation appartenant à l'Église d'Angleterre. Elle a été fondée en 1882 par Wilson Carlile.